# Jonathan Palmer
Jonathan Charles Palmer (* 7. November 1956 in London) ist ein Unternehmer und ehemaliger britischer Automobilrennfahrer. Er ist der Vater des Rennfahrers Jolyon Palmer.

## Karriere
Nach seinem Studium an der Hochschule in Brighton und seiner Promotion arbeitete Dr. Jonathan Palmer zunächst als Arzt in London. Etwa zur gleichen Zeit stieg er in den Motorsport ein. Er gewann 1981 die Britische Formel-3-Meisterschaft und 1983 die Europameisterschaft in der Formel 2 neben Mike Thackwell im Team mit einem Ralt-Honda.

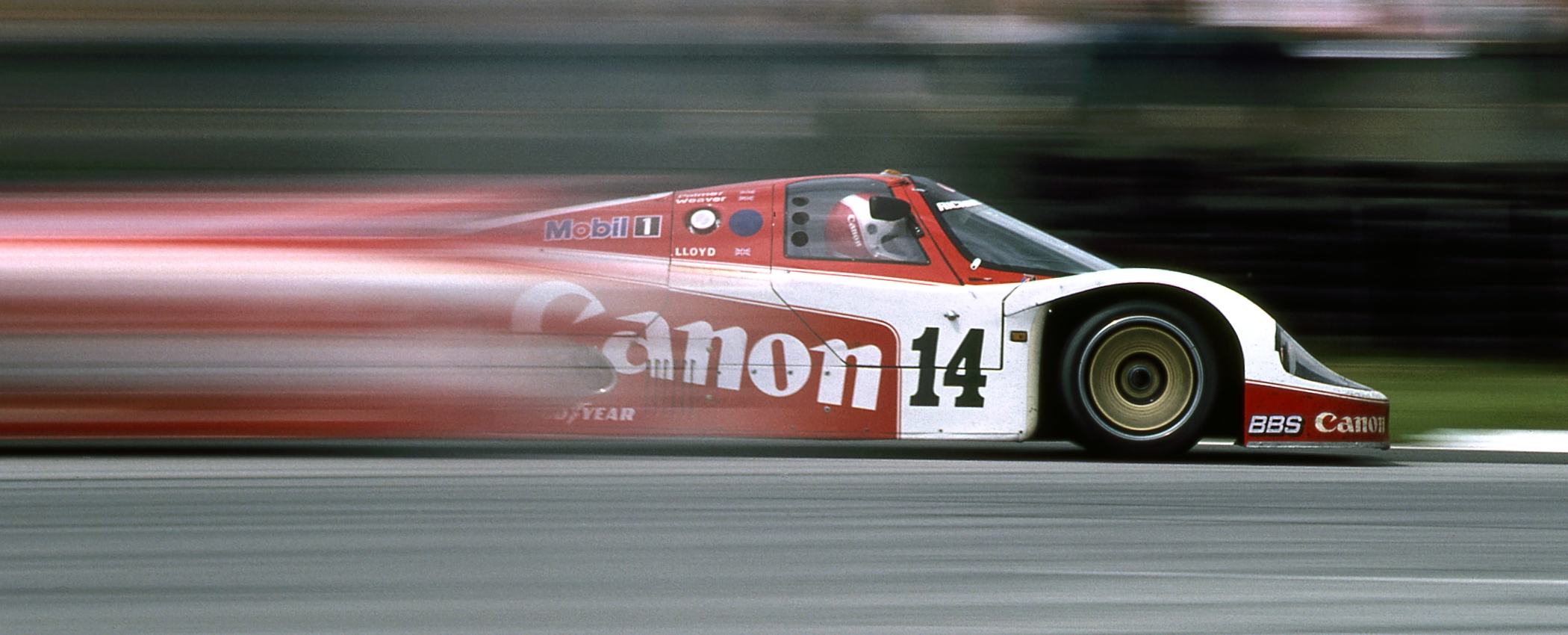
1985 errang Jonathan Palmer zusammen mit seinen Landsleuten James Weaver und Richard Lloyd im Porsche 956 den zweiten Platz bei den 24 Stunden von Le Mans

Zwischen 1983 und 1989 war er für insgesamt 88 Rennen in der Formel 1 genannt, konnte sich bei vier Rennen jedoch nicht qualifizieren und nahm am Grand Prix von San Marino 1985 nicht teil. Er errang 14 WM-Punkte und als beste Platzierung einen 4. Rang. 1985 wechselte er von RAM zu Zakspeed. Sein letztes Formel-1-Rennen fuhr er 1989 in Japan. Danach bestritt er unter anderem noch einige Rallycross-Rennen mit einem Ford RS200.
Nach seiner Rennfahrerkarriere arbeitete er ab Mitte 1993 für einige Jahre bei der BBC als Fernsehkommentator, wo er den kurz zuvor verstorbenen James Hunt ersetzte.
1998 gründete Palmer die Rennserie Formula Palmer Audi, auch bekannt als Palmer Audi oder FPA, in der Monoposto-Fahrzeuge mit 1,8-Liter-Turbomotoren von Audi und einer Leistung von rund 300 PS zum Einsatz kommen. Bekanntester FPA-Eleve ist der frühere Formel-1- und Champ-Car-Pilot Justin Wilson, aber auch Fahrer wie Gary Paffett und Andy Priaulx sammelten in dieser Rennserie Erfahrungen.
MotorSport Vision, ein Unternehmen unter der Leitung von Palmer, ist heute Eigentümerin und Betreiberin mehrerer Rennstrecken im Vereinigten Königreich, wie beispielsweise Brands Hatch, Snetterton Circuit, Cadwell Park, Oulton Park und das Bedford Autodrome.

## Statistik

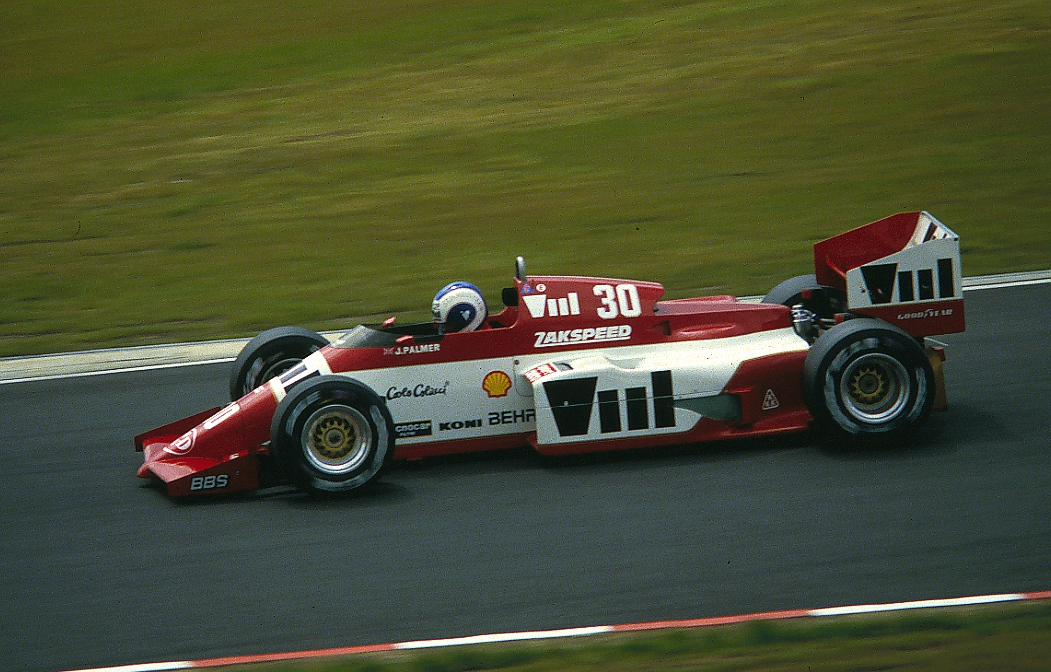
Jonathan Palmer im Zakspeed 841 beim Training zum GP von Deutschland auf dem Nürburgring 1985

### Statistik in der Formel-1-Weltmeisterschaft

#### Gesamtübersicht
| Saison | Team                        | Chassis                   | Motor                    | Rennen | Siege | Zweiter | Dritter | Poles | schn. Rennrunden | Punkte | WM-Pos. |
| ------ | --------------------------- | ------------------------- | ------------------------ | ------ | ----- | ------- | ------- | ----- | ---------------- | ------ | ------- |
| 1983   | TAG Williams Racing Team    | Williams FW08C            | Ford Cosworth DFV 3.0 V8 | 1      | –     | –       | –       | –     | –                | –      | 31.     |
| 1984   | Skoal Bandit Formula 1 Team | RAM 01/ RAM 02            | Hart 415T 1.5 L4t        | 14     | –     | –       | –       | –     | –                | –      | 27.     |
| 1985   | West Zakspeed Racing        | Zakspeed 841              | Zakspeed 1500/4 1.5 L4t  | 7      | –     | –       | −       | –     | –                | –      | 29.     |
| 1986   | West Zakspeed Racing        | Zakspeed 861              | Zakspeed 1500/4 1.5 L4t  | 16     | –     | –       | −       | –     | –                | –      | 22.     |
| 1987   | Data General Team Tyrrell   | Tyrrell DG016             | Ford Cosworth DFZ 3.5 V8 | 15     | –     | –       | −       | –     | –                | 7      | 11.     |
| 1988   | Tyrrell Racing Organisation | Tyrrell 017               | Ford Cosworth DFZ 3.5 V8 | 14     | –     | –       | −       | –     | –                | 5      | 14.     |
| 1989   | Tyrrell Racing Organisation | Tyrrell 017B/ Tyrrell 018 | Ford Cosworth DFR 3.5 V8 | 15     | –     | –       | −       | –     | 1                | 2      | 25.     |
| Gesamt | Gesamt                      | Gesamt                    | Gesamt                   | 82     | –     | –       | –       | –     | 1                | 14     |         |

#### Einzelergebnisse
| Saison | 1   | 2   | 3   | 4  | 5   | 6   | 7   | 8   | 9   | 10  | 11  | 12  | 13  | 14  | 15  | 16 |
| ------ | --- | --- | --- | -- | --- | --- | --- | --- | --- | --- | --- | --- | --- | --- | --- | -- |
| 1983   |     |     |     |    |     |     |     |     |     |     |     |     |     |     |     |    |
|        |     |     |     |    |     |     |     |     |     |     |     |     | 13  |     |     |    |
| 1984   |     |     |     |    |     |     |     |     |     |     |     |     |     |     |     |    |
| 8      | DNF | 10  | 9   | 13 | DNQ |     | DNF | DNF | DNF | DNF | 9   | 9   | DNF | DNF | DNF |    |
| 1985   |     |     |     |    |     |     |     |     |     |     |     |     |     |     |     |    |
|        | DNF | DNS | 11  |    |     | DNF | DNF | DNF | DNF | DNF |     |     |     |     |     |    |
| 1986   |     |     |     |    |     |     |     |     |     |     |     |     |     |     |     |    |
| DNF    | DNF | DNF | 12  | 13 | DNF | 8   | DNF | 9   | DNF | 10  | DNF | DNF | 12  | 10  | 9   |    |
| 1987   |     |     |     |    |     |     |     |     |     |     |     |     |     |     |     |    |
| 10     | DNF | DNS | 5   | 11 | 7   | 8   | 5   | 7   | 14  | 14  | 10  | DNF | 7   | 8   | 4   |    |
| 1988   |     |     |     |    |     |     |     |     |     |     |     |     |     |     |     |    |
| DNF    | 14  | 5   | DNQ | 6  | 5   | DNF | DNF | 11  | DNF | 12  | DNQ | DNF | DNF | 12  | DNF |    |
| 1989   |     |     |     |    |     |     |     |     |     |     |     |     |     |     |     |    |
| 7      | 6   | 9   | DNF | 9  | DNF | 10  | DNF | DNF | 13  | 14  | DNF | 6   | 10  | DNF | DNQ |    |

| Legende  | Legende            | Legende                                                          |
| Farbe    | Abkürzung          | Bedeutung                                                        |
| -------- | ------------------ | ---------------------------------------------------------------- |
| Gold     | –                  | Sieg                                                             |
| Silber   | –                  | 2. Platz                                                         |
| Bronze   | –                  | 3. Platz                                                         |
| Grün     | –                  | Platzierung in den Punkten                                       |
| Blau     | –                  | Klassifiziert außerhalb der Punkteränge                          |
| Violett  | DNF                | Rennen nicht beendet (did not finish)                            |
| Violett  | NC                 | nicht klassifiziert (not classified)                             |
| Rot      | DNQ                | nicht qualifiziert (did not qualify)                             |
| Rot      | DNPQ               | in Vorqualifikation gescheitert (did not pre-qualify)            |
| Schwarz  | DSQ                | disqualifiziert (disqualified)                                   |
| Weiß     | DNS                | nicht am Start (did not start)                                   |
| Weiß     | WD                 | zurückgezogen (withdrawn)                                        |
| Hellblau | PO                 | nur am Training teilgenommen (practiced only)                    |
| Hellblau | TD                 | Freitags-Testfahrer (test driver)                                |
| ohne     | DNP                | nicht am Training teilgenommen (did not practice)                |
| ohne     | INJ                | verletzt oder krank (injured)                                    |
| ohne     | EX                 | ausgeschlossen (excluded)                                        |
| ohne     | DNA                | nicht erschienen (did not arrive)                                |
| ohne     | C                  | Rennen abgesagt (cancelled)                                      |
| ohne     | keine WM-Teilnahme |                                                                  |
| sonstige | P/fett             | Pole-Position                                                    |
| sonstige | 1/2/3/4/5/6/7/8    | Punktplatzierung im Sprint-/Qualifikationsrennen                 |
| sonstige | SR/kursiv          | Schnellste Rennrunde                                             |
| sonstige | *                  | nicht im Ziel, aufgrund der zurückgelegten Distanz aber gewertet |
| sonstige | ()                 | Streichresultate                                                 |
| sonstige | unterstrichen      | Führender in der Gesamtwertung                                   |

### Le-Mans-Ergebnisse
| Jahr | Team                 | Fahrzeug          | Teamkollege     | Teamkollege   | Platzierung | Ausfallgrund |
| ---- | -------------------- | ----------------- | --------------- | ------------- | ----------- | ------------ |
| 1983 | Canon Racing         | Porsche 956       | Jan Lammers     | Richard Lloyd | Rang 8      |              |
| 1984 | GTi Engineering      | Porsche 956       | Jan Lammers     |               | Ausfall     | Radlager     |
| 1985 | Canon GTI Racing     | Porsche 956       | James Weaver    | Richard Lloyd | Rang 2      |              |
| 1987 | Richard Lloyd Racing | Porsche 962C      | James Weaver    | Price Cobb    | Ausfall     | Unfall       |
| 1991 | Team Sauber Mercedes | Mercedes-Benz C11 | Stanley Dickens | Kurt Thiim    | Ausfall     | Motorschaden |

### Einzelergebnisse in der Sportwagen-Weltmeisterschaft
| Saison | Team                           | Rennwagen                     | 1   | 2   | 3   | 4   | 5   | 6   | 7   | 8   | 9   | 10  | 11  |
| ------ | ------------------------------ | ----------------------------- | --- | --- | --- | --- | --- | --- | --- | --- | --- | --- | --- |
| 1982   | GTi Engineering Ford           | Porsche 924 Ford C100         | MON | SIL | NÜR | LEM | SPA | MUG | FUJ | BRH |     |     |     |
| 1982   | GTi Engineering Ford           | Porsche 924 Ford C100         | DNF |     |     |     | 15  |     |     | 4   |     |     |     |
| 1983   | Canon Racing                   | Porsche 956                   | MON | SIL | NÜR | LEM | SPA | FUJ | KYA |     |     |     |     |
| 1983   | Canon Racing                   | Porsche 956                   |     |     | 3   | 8   |     |     | 5   |     |     |     |     |
| 1984   | GTi Engineering                | Porsche 956                   | MON | SIL | LEM | NÜR | BRH | MOS | SPA | IMO | FUJ | KYA | SAN |
| 1984   | GTi Engineering                | Porsche 956                   | 5   | 5   | DNF | 4   | 1   |     | DNF | 2   | 9   |     | 3   |
| 1985   | GTi Engineering                | Porsche 956                   | MUG | MON | SIL | LEM | HOK | MOS | SPA | BRH | FUJ | SEL |     |
| 1985   | GTi Engineering                | Porsche 956                   |     | 5   | 5   | 2   | 5   |     |     |     |     |     |     |
| 1987   | Lloyd Racing                   | Porsche 962                   | JAR | JER | MON | SIL | LEM | NÜN | BRH | NÜR | SPA | FUJ |     |
| 1987   | Lloyd Racing                   | Porsche 962                   | 8   | DNF |     | DNF | DNF | 1   |     | 5   | DNF |     |     |
| 1990   | Joest Racing                   | Porsche 962                   | SUZ | MON | SIL | SPA | DIJ | NÜR | DON | MOT | MEX |     |     |
| 1990   | Joest Racing                   | Porsche 962                   | 11  | 8   | DNF | DNF | 8   | DNF | 10  | 8   | 5   |     |     |
| 1991   | Team Salamin Sauber Motorsport | Porsche 962 Mercedes-Benz C11 | SUZ | MON | SIL | LEM | NÜR | MAG | MEX | AUT |     |     |     |
| 1991   | Team Salamin Sauber Motorsport | Porsche 962 Mercedes-Benz C11 |     |     | DNF | DNF |     |     |     |     |     |     |     |